# Tim Hardaway
|  | No s'ha de confondre amb Penny Hardaway. |

Timothy Duane "Tim" Hardaway (nascut l'1 de setembre de 1966), és un exjugador de bàsquet professional estatunidenc que va jugar a l'NBA, on hi destacà com un dels millors bases de la competició.